# 约翰·贝勒特
约翰·贝勒特（John Gifford Bellett，1795年7月19日—1864年10月10日）是一位爱尔兰神学家，普利茅斯弟兄会初期的重要人物。

## 生平
贝勒特出生于爱尔兰都柏林。他最初就读于英格兰埃克塞特的文法学校，然后进入都柏林三一学院，在那里他擅长古典科目。 之后去伦敦。
在都柏林，作为一名平信徒，开始熟悉爱尔兰圣公会牧师达秘，1829年，他们两人和爱德华·克伦宁、弗朗西斯·赫契生开始聚会擘饼、祷告。
贝勒特在学生时代成为基督徒，到1827年，作为平信徒服侍教会。在他1858年写给詹姆斯·麦卡利斯特的信中，批评了都柏林大主教威廉·马吉的埃拉斯都学说（国家支配论），为教会寻求更大的国家保护。贝勒特等许多人，尤其是达秘，被大大冒犯。
贝勒特和达秘两人一起出席了在威克洛迪道霞子爵夫人家的查经聚会和讨论，特别与时代论和千禧年前论有关。

## 著作
贝勒特写了许多关于圣经的文章和书籍，他最著名的著作是《先祖》（The Patriarchs）、《传福音者》和《小先知》。